# Nicolas Nahhas
Nicolas Camille Nahhas – libański przedsiębiorca i polityk, prawosławny chrześcijanin. Ukończył studia na wydziale inżynierii cywilnej Uniwersytetu Świętego Józefa w Bejrucie. Jest wiceprzewodniczącym Libańskiego Stowarzyszenia Biznesmenów oraz zasiada we władzach Stowarzyszenia Libańskich Przemysłowców. Był też doradcą ekonomicznym premiera Nadżiba Mikatiego. 13 czerwca 2011 został mianowany ministrem ekonomii i handlu.